# Lista lotniskowców Marine nationale
Lista lotniskowców i okrętów lotniczych w służbie francuskiej marynarki wojennej – Marine Nationale.

## Lotniskowce
| Nazwa               | Zdjęcie | Lata służby       | Wodowany | Los okrętu                           | Typ                           | Uwagi | Wyposażenie lotnicze | Załoga      | Źródła |
| ------------------- | ------- | ----------------- | -------- | ------------------------------------ | ----------------------------- | --- | -------------------- | ----------- | ------ |
| „Béarn”             |         | 1927-1966         | 1920     | złomowany w 1967 roku                | okręt unikatowy               | budowany jako pancernik typu Normandie, ukończony jako lotniskowiec | 40 samolotów         | 875         | [ 1 ]  |
| „Joffre”            |         | nie służył        | nigdy    | złomowany w 1940 roku                | Joffre                        | budowany od 1938 roku, prace (gotowy w 28%) przerwał wybuch II wojny światowej, w 1940 roku złomowany | 40 samolotów         | 1251        | [ 2 ]  |
| „Painlevé”          |         | nie służył        | nigdy    | planowany                            | Joffre                        | planowany, rozpoczęcie prac przerwała II wojna światowa | 40 samolotów         | 1251        | [ 2 ]  |
| „Dixmude”           |         | 1945-1951         | 1940     | zatopiony jako okręt-cel w 1966 roku | Avenger                       | przebudowany ze statku handlowego „Rio Parana” na lotniskowiec dla Royal Navy, służył jako HMS „Biter”, w 1945 roku przekazany Francji                                                                          | 15 samolotów         | 850         | [ 3 ]  |
| „Arromanches”       |         | 1946-1974         | 1942     | złomowany w 1978 roku                | Colossus                      | służył dla Royal Navy jako HMS „Colossus”, w 1946 roku przekazany Francji | 48 samolotów         | 1300        | [ 4 ]  |
| „Bois Belleau”      |         | 1953-1960         | 1942     | złomowany w 1960 roku                | Independence                  | budowany jako lekki krążownik USS „New Haven” dla US Navy, ukończony jako lotniskowiec, służył jako USS „Belleau Wood”, w 1953 roku przekazany Francji                                                          | 33 samoloty          | 1596        | [ 5 ]  |
| „La Fayette”        |         | 1951-1963         | 1943     | złomowany w 1964 roku                | Independence                  | budowany jako lekki krążownik „USS Fargo” dla US Navy, ukończony jako lotniskowiec, służył jako USS „Langley”, w 1951 roku przekazany Francji                                                                   | 45 samolotów         | 1569        | [ 6 ]  |
| „Clemenceau”        |         | 1961-1997         | 1957     | złomowany w 2009 roku                | Clemenceau                    | | 40 samolotów         | 1338        | [ 7 ]  |
| „Verdun”            |         | nie służył        | nigdy    | planowany                            | okręt unikatowy               | zamówiony w 1958 roku, anulowany ze wzglądu na zbyt wysokie koszty w 1961 roku | brak danych          | brak danych | [ 8 ]  |
| „Foch”              |         | 1963-2000         | 1960     | złomowany w 2017 roku                | Clemenceau                    | w 2000 roku przekazany Brazylii, służył jako „São Paulo” | 40 samolotów         | 1920        | [ 7 ]  |
| „Charles de Gaulle” |         | od 2001           | 1994     | pozostaje w służbie                  | okręt unikatowy               | jednostka o napędzie jądrowym | 40 samolotów         | 1950        | [ 9 ]  |
| „PA-2”              |         | nie służył        | nigdy    | planowany                            | zmodyfikowany Queen Elizabeth | pomysł budowy lotniskowca dla Francji przy pomocy Wielkiej Brytanii pojawił się w 2003 roku, porozumienie o rozpoczęciu konstrukcji zawarto w 2006 roku, w 2009 roku projekt zawieszono i w 2013 roku anulowano | 40 samolotów         | 1650        | [ 11 ] |
| „PANG”              |         | planowana od 2038 | nigdy    | planowany                            | okręt unikatowy               | planowane rozpoczęcie konstrukcji 2025 rok, jednostka o napędzie jądrowym | 30 samolotów         | 2000        | [ 13 ] |

## Tendery wodnosamolotów
| Nazwa              | Zdjęcie | Lata służby | Wodowany | Los okrętu                                                  | Typ             | Uwagi | Wyposażenie lotnicze | Załoga | Źródła |
| ------------------ | ------- | ----------- | -------- | ----------------------------------------------------------- | --------------- | --- | -------------------- | ------ | ------ |
| „Foudre”           |         | 1912-1921   | 1895     | złomowany w 1921 roku                                       | okręt unikatowy | zbudowany jako tender torpedowców, później okręt warsztatowy i stawiacz min, w 1912 przebudowany na tender wodnosamolotów | 4-8 wodnosamolotów   | 410    | [ 14 ] |
| „Commandant Teste” |         | 1929-1932   | 1927     | w 1942 roku zatopiony jako okręt-cel, złomowany w 1950 roku | okręt unikatowy | | 26 wodnosamolotów    | 644    | [ 15 ] |

## Śmigłowcowce
| Nazwa          | Zdjęcie | Lata służby | Wodowany | Los okrętu            | Typ             | Uwagi                 | Wyposażenie lotnicze | Załoga            | Źródła |
| -------------- | ------- | ----------- | -------- | --------------------- | --------------- | --------------------- | -------------------- | ----------------- | ------ |
| „Jeanne d’Arc” |         | 1964-2010   | 1961     | złomowany w 2014 roku | okręt unikatowy | również okręt szkolny | 16 śmigłowców        | 627 + 150 kadetów | [ 16 ] |

## Okręty desantowe-doki-śmigłowcowce
| Nazwa      | Zdjęcie | Lata służby | Wodowany  | Los okrętu | Typ     | Uwagi | Wyposażenie lotnicze                  | Załoga | Źródła |
| ---------- | ------- | ----------- | --------- | ---------- | ------- | ----- | ------------------------------------- | ------ | ------ |
| „Mistral”  |         | od 2006     | 2004      | w służbie  | Mistral |       | 16 śmigłowców ciężkich lub 35 lekkich | 160    | [ 17 ] |
| „Tonnerre” |         | od 2006     | 2003/2004 | w służbie  | Mistral |       | 16 śmigłowców ciężkich lub 35 lekkich | 160    | [ 17 ] |
| „Dixmude”  |         | od 2012     | 2009      | w służbie  | Mistral |       | 16 śmigłowców ciężkich lub 35 lekkich | 160    | [ 17 ] |